# 로빈 스트라서
로빈 스트라서(Robin Strasser, 1945년 5월 7일 ~ )는 미국의 배우이다.

## 출연 작품
- 느슨한 여자 (1996)
- 델마토드 살인 사건 (1991)
- 코치 (1989)
- 열혈형사 (1988)
- 낫츠 랜딩 (1979)
- 원 라이프 투 리브 (1968)